# Hillbilly
Hillbilly is een pejoratieve term waarmee in de Verenigde Staten armere en lager opgeleide personen uit het Appalachengebied werden aangeduid. Later verspreidde de term zich naar een meer algemene aanduiding van arme laag opgeleide personen uit heuvelachtige plattelandsgebieden. Er is een muziekstroming naar deze term vernoemd, de hillbilly-muziek. In deze context is "hillbilly" eerder een geuzennaam.
Verwante aanduidingen zijn onder andere redneck, cracker en white trash.

## Oorsprong
De oorsprong van de term is onduidelijk. Een theorie gaat ervan uit dat de term zijn oorsprong vindt in de Slag aan de Boyne in 1690. Hier werden de protestanten uit Ulster die de zijde van koning Willem ("King Billy") hadden gekozen, aangeduid als Billy-boys door hun katholieke tegenstanders. Deze term zou later naar de Verenigde Staten zijn meeverhuisd. In de Appalachen vestigden zich voornamelijk protestantse Schotse en Duitse immigranten die eveneens als Billy's werden aangeduid. Nu waren het dus "hillbilly's", Billy's uit de heuvels. Een andere theorie gaat ervan uit dat de term afkomstig is van de aldaar onder Duitse immigranten veel voorkomende voornaam Wilhelm (Wilhelm → Will → Willy → Billy).

## Stereotypering
De term is vanwege de sterke stereotypering pejoratief. De volgende beweringen doen de ronde over hillbilly's in de Verenigde Staten:
- Een hillbilly is een laagopgeleide blanke die plat praat en op het platteland of in een klein dorp woont;
- Hillbilly's drinken veel moonshine, zelfgestookte sterkedrank;
- Ze wonen in een krakkemikkig houten huis of in een trailer ("trailerpark trash");
- Ze zijn analfabeet en laagopgeleid;
- Hillbilly's zijn arm. Meestal zijn ze boer van beroep;
- Ze kleden zich als volgt: blauwe boerenoverall, blokjesbloes, en soms een strohoed. Nette kleding hebben ze niet en als ze die wel hebben, dragen ze die nooit;
- Ze trouwen met hun familie, waardoor hun kinderen aangeboren ziektes hebben.